# Иван Буњин
Иван Алексејевич Буњин, (рус. Ива́н Алексе́евич Бу́нин, Вороњеж, 22. октобар 1870. — Париз, 8. новембар 1953), био је руски књижевник.
Био је песник, романописац и новелист. Међу његовим прецима су песници А. П. Буњина и В. А. Жуковски. Након Октобарске револуције, био је у емиграцији. За преводе с енглеског (Лонгфелоу, Бајрон) награђен је премијом Руске академије уметности, а 1933. добио је Нобелову награду за књижевност. Индивидуалист је, оплакује пропадање племићког свијета, тражи и култивира лепоту, а руско село након 1905. гледа само у мрачним бојама.

## Биографија

### Младост
Иван Буњин је рођен на свом родитељском имању у Вороњежској провинцији у централној Русији, трећи и најмлађи син Алексеја Николајевича Буњина (1827–1906) и Људмиле Александровне Буњине (рођена Чубарова, 1835–1910). Имао је две млађе сестре: Машу (Марија Буњина-Ласкарзхевскаја, 1873–1930) и Нађу (која је умрла врло млада) и два старија брата, Јурија и Јевгенија. Потичући из дугог низа сеоског племства, Буњин је био посебно поносан што су песници Ана Буњина (1774–1829) и Василиј Жуковски (1783–1852) били његови преци. У својој аутобиографији из 1952. написао је:
Долазим из старе и племените куће која је Русији дала много познатих личности у политици и уметности, међу којима се посебно истичу два песника с почетка деветнаестог века: Ана Буњин и Василиј Жуковски, једно од великих имена у руској књижевности, син Атанаса Буњин и Турк Салме.
„Буњини су директни преци Симеона Бунковског, племића који је дошао из Пољске на двор великог кнеза Василија Васиљевича“, он је написао 1915, цитирајући Хералдичку књигу руског племства. Чубарови су, према Буњину, „знали врло мало о себи, осим да су њихови преци били земљопоседници у Костромској, Московској, Орловској и Тамбовској губернији”. „Што се мене тиче, од раног детињства био сам толико разуздан да сам био потпуно равнодушан и према сопственој 'високој крви' и према губитку свега што је с тим могло бити повезано“, додао је он.
Иван Буњиново рано детињство, проведено у Бутирки хутору, а касније у Озеркију (из округа Јелец, Липецка област), било је срећно: дечак је био окружен интелигентним и срдачним људима. Буњин је свог оца Алексеја Николајевича описао као веома јаког човека, физички и психички, ћудљивог и зависног од коцкања, импулсивног и великодушног, елоквентног на позоришни начин и потпуно нелогичног. „Пре Кримског рата није ни познавао укус вина, док је по повратку постао жесток пијанац, иако никада није био типичан алкохоличар”, написао је. Лик његове мајке Људмиле Александровне био је много суптилнији и нежнији: то Буњин приписује чињеници да је „њен отац провео године у Варшави, где је стекао одређене европске укусе, по чему се прилично разликовао од осталих локалних земљопоседника.“ Људмила Александровна је свог сина увела у свет руског фолклора. Старија браћа Јулиј и Јевгениј показивали су велико интересовање за математику и сликање, његова мајка је касније изјавила, али, према њеним речима, „Вања се разликовао од тренутка рођења... нико од осталих није имао душу попут његове.”
Подложност младог Буњина и склоност нијансама природе били су изузетни. „Квалитет мог вида био је такав да сам видео свих седам звезда Плејада, чуо звиждук мрмота са удаљености од једне врсте, и могао да сам се опити од мириса ђурђевка или старе књиге“, сећао се касније. Буњинова искуства сеоског живота имала су дубок утицај на његово писање. „Тамо сам, усред дубоке тишине пространих поља, међу пољима кукуруза - или, зими, међу огромним снежним наносима који су досезали до наших прагова - провео детињство које је било пуно меланхоличне поезије“, касније је писао Буњин о својим данима у Озеркију.
Први кућни учитељ Ивана Буњина био бивши студент по имену Ромашков, кога је касније описао као „позитивно бизарног лика“, луталицу пуну фасцинантних прича, „који увек изазива мисли, чак и ако није сасвим разумљив“. Касније је универзитетски образовани Јули Буњин (депортиран кући као активиста а) подучавао млађег брата у областима психологије, филозофије и друштвених наукама као део његовог приватног, домаћег образовања. Јули је охрабривао Ивана да чита руске класике и да пише. До 1920. Јули (који је једном описао Ивана као „неразвијеног, али надареног и способног за оригиналну независну мисао”) био је касније његов најближи пријатељ и ментор. „Имао сам страст према сликању, што се, мислим, показује у мојим списима. Поезију и прозу сам писао прилично рано, и моја дела су такође била објављивана од раног датума”, написао је Буњин у својој краткој аутобиографији.
До краја 1870-их, Буњини су услед коцкарских навика главе породице, изгубили већину свог богатства. Године 1881. Иван је послат у државну школу у Јелету, али није завршио курс: избачен је марта 1886. јер се није вратио у школу након божићних празника због финансијских потешкоћа породице.

### Књижевна каријера
У мају 1887. Буњин је објавио своју прву песму „Сеоски сиромаси” у Санкт Петербуршком књижевном часопису Родина (Отаџбина). Године 1891. његова прва приповетка „Скица о земљи” (Деревенский эскиз) појавила се у часопису Руско богатство који је уређивао Николај Михајловски. У пролеће 1889. Буњин је пратио свог брата у Харков, где је постао службеник у влади, затим помоћник уредника локалног листа, библиотекар и судски статистичар. У јануару 1889. преселио се у Орел да ради у локалним новинама Орловски вестник, прво као помоћник уредника, а касније као де факто уредник; то му је омогућило да објави своје кратке приче, песме и критике у књижевном одељку листа. Тамо је упознао Варвару Пашченко и страствено се заљубио у њу. У августу 1892. пар се преселио у Полтаву и настанио се у кући Јулије Буњин. Ова потоња је помогла његовом млађем брату да нађе посао у локалној управи.
Прва књига поезије Ивана Буњина Песме, 1887–1891, објављена је 1891. године у Ориолу. Неки од његових чланака, есеја и кратких прича, објављених раније у локалним новинама, почели су да се појављују у периодичним публикацијама у Санкт Петербургу.
Буњин је прву половину 1894. провео путујући по Украјини. „То су била времена када сам се заљубио у Малоросију (Малу Русију), њена села и степе, са нестрпљењем упознавао њен народ и слушао украјинске песме, саму душу ове земље“, касније је написао.
Буњин је 1895. године први пут посетио руску престоницу. Тамо је требало да се сретне са народницима Николајем Михајловским и Сергејем Кривенком, Антоном Чеховим (са којим је започео преписку и постао блиски пријатељ), Александром Ертелом и песницима Константином Балмонтом и Валеријем Брјусовим.
Године 1899, почиње Буњиново пријатељство са Максимом Горким, коме је посветио своју збирку поезије Опадање лишћа (1901) и кога је касније посетио на Каприју. Буњин се укључио у Горкијеву групу Знание (Знање). Други утицај и инспирација био је Лав Толстој, кога је упознао у Москви у јануару 1894. Опчињен његовом прозом, Буњин је очајнички покушавао да прати и начин живота великог човека, посећујући секташка насеља и радећи многе тешке послове. Чак је био и осуђен на три месеца затвора због илегалног дистрибуирања толстојанске књижевности у јесен 1894. године, али је избегао затвор због опште амнестије проглашене поводом наследства престола Николаја II. Очигледно је да је сам Толстој био тај који је обесхрабрио Буњина да склизне у оно што је назвао „потпуно посељачивање”. Неколико година касније, и даље се дивећи Толстојевој прози, Буњин је променио своје погледе на своју филозофију коју је сада сматрао утопијском.
Током 1895–1896 Буњин је своје време поделио између Москве и Санкт Петербурга. Године 1897, објављена је његова прва збирка кратких прича До руба света и друге приче, а годину дана касније уследила је Под откритим небом (1898), његова друга књига стихова. У јуну 1898. Буњин се преселио у Одесу. Овде се зближио са Друштвом сликара јужне Русије, и спријатељио се са Јевгенијем Буковетским и Петром Нилусом. У зиму 1899–1900 почео је да узима учешћа у књижевној групи Среда у Москви, склапајући пријатељство, између осталих, са Николајем Телешовом. Овде је млади писац стекао репутацију бескомпромисног заговорника реалистичких традиција класичне руске књижевности. „Буњин је према свима био непријатан. Имајући моћно и оштро око за праву уметност, осетивши снажно моћ речи, он је био пун мржње према свакој врсти уметничког вишка. У време када је (цитирање Андреја Белија) „бацање ананаса на небо” био на дневном реду, само Буњиново присуство је натерало људе да тегобно изговарају речи", сећао се касније Борис Зајцев. Он је упознао Антона Чекова 1896. године и настало је чврсто пријатељство.

## Дела
- „Село“